# Động vật không màng ối
Động vật không màng ối là một nhóm không chính thức bao gồm các loài cá và động vật lưỡng cư, được gọi là " động vật có xương sống bậc thấp", đẻ trứng trong nước. Chúng được phân biệt với các loài có màng ối, "động vật có xương sống bậc cao" (bò sát, chim và động vật có vú), chúng đẻ trứng trên đất liền hoặc giữ lại trứng được thụ tinh trong cơ thể mẹ.
Tên gọi để chỉ màng ối, một màng phôi được tạo ra trong quá trình phát triển của thai nhi, màng ối phục vụ vận chuyển oxy vào trứng và trục xuất carbon dioxide. Như tên cho thấy, động vật không màng ối không phát triển ối trong cuộc sống của thai nhi và có thể trao đổi oxy, carbon dioxide và các chất chuyển hóa chất thải với nước xung quanh. Nước giúp khuếch tán các chất thải (đặc biệt là amonia), cho phép phôi hoàn thành sự phát triển phôi mà không bị nhiễm độc bởi các sản phẩm thải của chính chúng. Trong quá trình phát triển của chúng, tất cả các lớp động vật không màng ối đều trải qua một giai đoạn giống như cá, do đó chỉ ra mối quan hệ sinh lý chặt chẽ của chúng.

## Đặc điểm động vật không màng ối

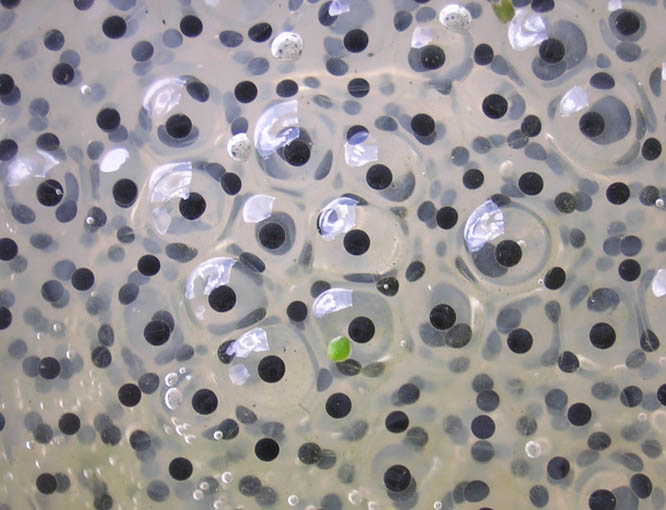
Trứng không màng ối từ một con ếch.

Nhóm này được đặc trưng bằng cách duy trì tình trạng động vật có xương sống nguyên thủy trong một số tính trạng:
- Sự vắng mặt của màng ối
- Sự vắng mặt hoặc điều kiện thô sơ của allantois
- Hồng cầu có nhân
- Da thấm cho phép khuếch tán nước và khí trực tiếp qua da.
- Sự hiện diện ở một số giai đoạn của cuộc sống loài có mang.

## Lịch sử khám phá
Các tính năng thống nhất các động vật không màng ối được Thomas Henry Huxley ghi nhận lần đầu tiên vào năm 1863, người đã đặt ra cụm từ Ichtioid hoặc Ichthyopsida ("mặt cá") cho nhóm. Đây là một phân loại ngay dưới cấp độ của động vật có xương sống, mặc dù Huxley đã trình bày Ichthyopsida như một đơn vị không chính thức và không bao giờ mạo hiểm chuyển tiếp thứ hạng Linnaean cho nhóm. Thuật ngữ ichthyopsida có nghĩa là mặt cá hoặc giống cá đối lập với mặt thằn lằn hoặc động vật mặt thằn lằn (bò sát và chim) và động vật có vú. Nhóm đại diện cho một cấp tiến hóa chứ không phải là một nhánh, thuật ngữ động vật không màng ối hiện được sử dụng như một cách không chính thức để biểu thị tài sản vật chất của nhóm, chứ không phải là một đơn vị có hệ thống.